# Рікардо Ікаса
Рікардо Ікаса (ісп. Ricardo Ycaza; нар. 16 лютого 1958) — колишній еквадорський тенісист.
Найвищу одиночну позицію світового рейтингу — 44 місце досяг 20 липня 1981, парну — 47 місце — 4 січня 1982 року.
Здобув 3 парні титули.
Найвищим досягненням на турнірах Великого шолома було 4 коло в одиночному розряді.
Завершив кар'єру 1986 року.

## Фінали Туру ATP

### Одиночний розряд(1 поразка)
| Результат | W/L | Дата     | Турнір            | Покриття | Суперник    | Рахунок       |
| --------- | --- | -------- | ----------------- | -------- | ----------- | ------------- |
| Поразка   | 0–1 | Чер 1981 | Брюссель, Бельгія | Ґрунт    | Марко Остоя | 6–4, 4–6, 5–7 |

### Парний розряд (3–4)
| Результат | W/L | Дата     | Турнір           | Покриття   | Партнер        | Суперники                       | Рахунок       |
| --------- | --- | -------- | ---------------- | ---------- | -------------- | ------------------------------- | ------------- |
| Поразка   | 0–1 | Кві 1978 | Талса, США       | Тверде (i) | Карлус Кірмайр | Расселл Сімпсон Вен Вінітскі    | 6–4, 6–7, 2–6 |
| Перемога  | 1–1 | Лют 1980 | Сарасота, США    | Ґрунт      | Андрес Гомес   | Девід Картер Рік Фейджел        | 6–3, 6–4      |
| Перемога  | 2–1 | Вер 1980 | Палермо, Італія  | Ґрунт      | Джанні Оклеппо | Віктор Печчі Балаж Тароці       | 6–2, 6–2      |
| Поразка   | 2–2 | Вер 1980 | Бордо, Франція   | Килим (i)  | Джанні Оклеппо | Джон Фівер Жіль Мореттон        | 2–6, 3–6      |
| Поразка   | 2–3 | Лис 1980 | Богота, Колумбія | Ґрунт      | Андрес Гомес   | Альваро Фільйоль Карлус Кірмайр | 4–6, 3–6      |
| Перемога  | 3–3 | Лис 1980 | Сантьяго, Чилі   | Ґрунт      | Белус Прахокс  | Карлус Кірмайр Жоао Суарес      | 4–6, 7–6, 6–4 |
| Поразка   | 3–4 | Лис 1981 | Кіто, Еквадор    | Ґрунт      | Девід Картер   | Ганс Гільдемайстер Андрес Гомес | 5–7, 3–6      |